# Blitopertha ganglbaueri
Blitopertha ganglbaueri är en skalbaggsart som beskrevs av Edmund Reitter 1885. Blitopertha ganglbaueri ingår i släktet Blitopertha och familjen Rutelidae. Inga underarter finns listade.